# Garran
Garran az ausztrál főváros, Canberra egyik elővárosa Woden Valley kerületben.  A 2006-os népszámlálás alapján 3175 fő lakik itt. Garran városát a Sir Robert Garran iránti tisztelet jeléül nevezték el, aki számos jelentős fejlesztést támogatott Canberra oktatási életében.
A városka utcáit ausztrál írókról nevezték el.

## Földrajza
Garran területén a szilur időszakból találhatunk vulkanikus kőzeteket. A Deakin vulkán lilás, zöldesszürkés árnyalatú kőzetei megtalálhatóak mind a canberrai kórház, mind pedig az Ingamells utca alatt.
|                     |                     |
| Garran helyi boltok | Lakóházak Garranban |

|                                                      |
| The Canberra Hospital, amely a külvárosban található |

## Fordítás
Ez a szócikk részben vagy egészben  a   Garran, Australian Capital Territory című angol Wikipédia-szócikk ezen változatának fordításán alapul.  Az eredeti cikk szerkesztőit annak laptörténete sorolja fel. Ez a jelzés csupán a megfogalmazás eredetét és a szerzői jogokat jelzi, nem szolgál a cikkben szereplő információk forrásmegjelöléseként.